# Nhà nước Đông Indonesia
Nhà nước Đông Indonesia (Negara Indonesia Timur trong tiếng Indonesia) là một quốc gia được thành lập sau Thế chiến II trên phần lãnh thổ của cựu thuộc địa Đế quốc Hà Lan là Đông Ấn thuộc Hà Lan. Nó được thành lập vào ngày 24 tháng 12 năm 1946 và giải thể vào ngày 17 tháng 8 năm 1950, trong tiến trình thành lập nước Indonesia hiện đại.

## Lịch sử
- 16–25 tháng 7 năm 1946                Hội nghị Malino
- 7-24  tháng 12 năm 1946               Hội nghị Denpasar
- 24  tháng 12 năm 1946                Negara Timur Besar (Nhà nước phương Đông) thành lập
- 27  tháng 12 năm 1946                đổi tên thành Negara Indonesia Timur (Nhà nước Đông Indonesia)
- 17  tháng 8 năm 1950             nhà nước sụp đổ cùng với sự tan rã của Liên Bang Indonesia

## Tổng thống

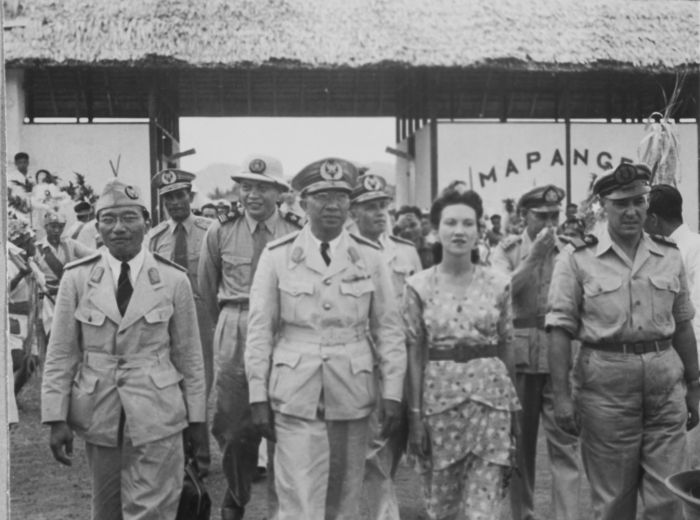
Tổng thống Sukawati của Nhà nước Đông Indonesia cùng với người vợ người Pháp của ông đi thăm Bắc Celebes (1948)

24 tháng 12 năm 1946 - 17 tháng 8 năm 1950  Tjokorda Gde Raka Soekawati

## Các Bộ trưởng và Thủ tướng
- 13 tháng 1 năm 1947 - 02 tháng 6 năm 1947 -  Nadjamoedin Daeng Malewa - Bộ trưởng thứ Nhất
- 02 tháng 6 năm 1947 - 11 tháng 10 năm 1947 -  Nadjamoedin Daeng Malewa - Bộ trưởng thứ Hai
- 11 tháng 10 năm 1947 - 15 tháng 12 năm 1947 -  Bộ trưởng Warouw
- 15 tháng 12 năm 1947 - 12 tháng 1 năm 1949 -  Ide Anak Agung Gde Agung - Bộ trưởng thứ Nhất
- 12 tháng 1 năm 1949 - 27 tháng 12 năm 1949 -  Ide Anak Agung Gde Agung - Bộ trưởng thứ Hai
- 27 tháng 12 năm 1949 - 14 tháng 3 năm 1950 -  J.E. Tatengkeng
- 14 tháng 3 năm 1950 - 10 tháng 5 năm 1950 -  Bộ trưởng D. P. Diapari
- 10 tháng 5 năm 1950 - 17 tháng 8 năm 1950 -  Bộ trưởng J. Poetoehena